# Giliastrum incisum
Giliastrum incisum là một loài thực vật có hoa trong họ Polemoniaceae. Loài này được (Benth.) J.M.Porter mô tả khoa học đầu tiên năm 1998.